# 逆様の顛末
『逆様の顛末』（さかさまのてんまつ）は、青木佑磨の1枚目のオリジナルアルバム。2008年8月26日に発売。

## 解説
- 「アコギな夜」などで共演していたドラマーの内田稔によるプロデュース作品。
- 1曲目「きみのせい」は鷲崎健に「初めて書く曲にはダサい英単語が入るもの」という助言を元に書かれた処女作。またこの楽曲では鷲崎がエレキギターを演奏している。
- 2018年6月20日、全曲「学園祭学園初期音源集ユーモラス・ユーモラス」にて再録

## 収録曲
all songs written by 青木佑磨, Arranged by 内田稔
1. きみのせい [5:12]
2. ブンダバー [4:44]
3. 逆さまの恋 [5:06]
4. ビターズ・エンド [6:16]
5. Singin'in The Darling（終わりのテーマ） [5:16]